# 아라드 (이스라엘)

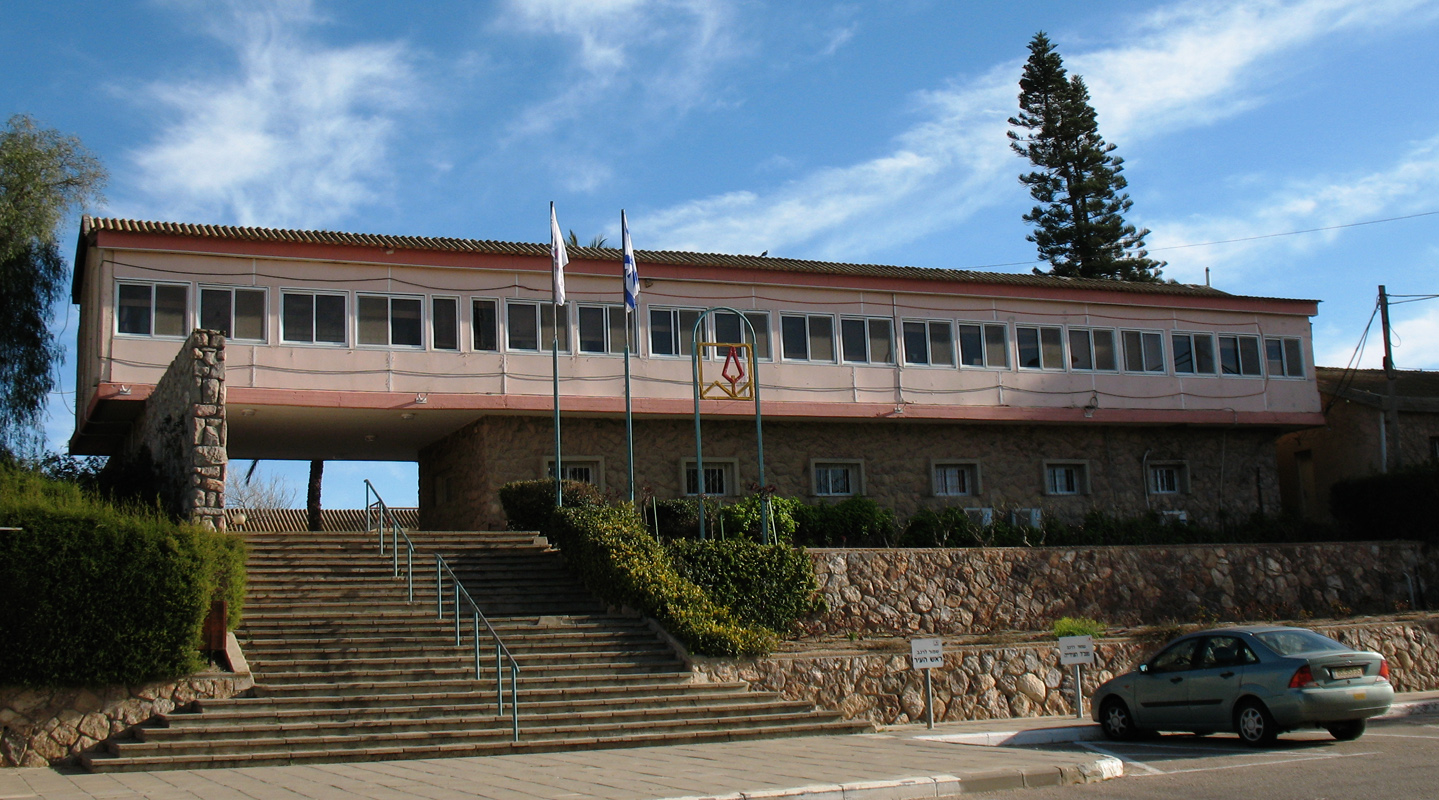
아라드 시청

시 문장

아라드(히브리어: עֲרָד, 아랍어: عِرَادَ)는 이스라엘 남부 구의 도시로, 면적은 93.14km2, 인구는 23,400명(2009년 기준)이다. 네게브 사막과 유대 사막의 경계 지대에 위치하며 사해에서 서쪽으로 25km, 베르셰바에서 동쪽으로 45km 정도 떨어진 곳에 위치한다. 천식 환자에 좋은 맑고 깨끗한 공기로 유명하다.
1921년 영국 위임통치령 팔레스타인 정부에서 퇴역한 유대인 군인들을 중심으로 정착촌 건설을 시도했으나 실패했고, 1960년부터 이스라엘 정부에 의해 계획 도시로 지정되어 본격적으로 건설되었다.

## 자매 도시
- 미국 델라웨어주 윌밍턴
- 독일 딘슐라켄
- 미국 버몬트주 벌링턴